# Културна ценност
Културна ценност (също така културно-историческа ценност) 
- или материално свидетелство за човешко присъствие и дейност, природна даденост или феномен, което е от значение за индивида, общността или обществото и има научна или културна стойност;

## Въвеждане
Терминът „културна ценност“ е въведен в правно обращение с влизането в сила на Закона за културното наследство през април 2009 г. Той заменя дотогава използвания термин „паметник на културата“, въпреки че дефинициите не се припокриват. Понятието „културна ценност“ е доста по-обширно от „паметник на културата“ (последният, напр., не включва масов материал).
От друга страна „културна ценност“ е пряка заемка от международно използваните английски и френски термини cultural property и valeur culturelle.

## Класификация
Културните ценности се делят на материални и нематериални. Материалните от своя страна се делят на движими и недвижими.

### Движими културни ценности
Движими културни ценности са всички материални културни ценности, включително и под вода, които не са закрепени трайно към земята и чиято значимост не се променя в зависимост от местонахождението им.
Класификацията на движимите културни ценности се извършва въз основа на:
- принадлежност към определен исторически период – праисторически, антични, средновековни, възрожденски, от ново и най-ново време;
- научната и културната област, към която се отнасят:

1. археологически: движими вещи, открити в земята, на повърхността ѝ или под водата и свидетелстващи за епохи и цивилизации, които са обект на археологията;
2. етнографски: движими вещи, които са свидетелства за начина на живот и работа, традициите, обичаите, обредите, вярванията и занаятите и дават възможност да се проучат етническите характеристики и промените в материалната и нематериалната култура;
3. исторически: движими вещи, свързани с исторически събития и с живота и дейността на изтъкнати личности;
4. художествени: произведения на изобразителните изкуства във всичките им техники и разновидности, включително образци на филателията;
5. природни: образци от флората, фауната, палеонтоложки и минерални образувания;
6. технически: произведения на техническата култура;
7. архивни: документи с културно и научно значение, независимо от времето, мястото, носителя и техниката на създаването им;
8. книжовни: ръкописни културни ценности до края на 18 век, старопечатни редки и ценни издания, които притежават научна, културна, полиграфическа или библиографска стойност;
9. литературни: документални и веществени културни ценности, свързани с цялостната история на литературата.

Национално богатство е движима културна ценност с изключително значение за науката, културата, природата или техническия прогрес, чието разрушаване, повреждане или погиване е непоправима загуба за обществото и която отговаря на поне един от следните критерии:
1. да представлява единствен, най-характерен или рядък пример за човешка дейност или творчество за периода, от който произхожда;
2. да е с доказана автентичност и да има висока научна и художествена стойност;
3. да е свързана или да представлява свидетелство за идеи, вярвания, събития или изтъкнати личности, които са имали решаващо значение за развитието на обществото

### Недвижими културни ценности
Недвижимите културни ценности са трайно закрепени към земята, включително под водата, както и прилежащата им среда.
В Република България с недвижимите културни ценности се занимава Националният институт за недвижимо културно наследство.
Класификацията на недвижимите културни ценности се извършва въз основа на:
- принадлежността им към определен исторически период – праисторически, антични, средновековни, възрожденски, от ново и най-ново време;

- научната и културната област, към която се отнасят:

1. археологически: материални следи за човешка дейност, неделими от средата, в която са създадени, които се идентифицират чрез археологически изследвания;
2. исторически: сгради, съоръжения, други структури и паметни места, свързани със забележителни исторически събития и личности;
3. архитектурно-строителни: сгради, съоръжения, конструкции, части или съчетания от тях, които имат историческа, естетическа, техническа, културно- и производствено-техническа, пространствена и функционална стойност;
4. художествени: произведения на изящните и приложните изкуства – неразделни елементи от пространствената среда, в която или за която са създадени;
5. урбанистични: обособими части от селищна територия и селищни образувания, чиито елементи са пространствено свързани и могат да се разграничат топографски;
6. културен ландшафт: съвкупността от пространствено обособени устойчиви културни напластявания, резултат от взаимодействие на човека и природната среда, характеризиращи културната идентичност на дадена територия;
7. парково и градинско изкуство: исторически паркове и градини от значение за развитието на парко-устройственото изкуство и наука;
8. етнографски: материални свидетелства за бит, занаяти, умения, обичаи и вярвания, които са свързани с пространствената среда;
9. културен маршрут: съвкупност от историческо трасе на традиционен път с включените към него обекти на недвижимото културно наследство и ландшафти.

- пространствената им структура и териториален обхват:

1. единични;
2. групови:

а) ансамбъл – териториално обособима структура от обекти на недвижимото културно наследство, чиито елементи се намират в определени смислови, пространствени и естетически връзки помежду си и с прилежащата им среда;
б) комплекс – разновидност на ансамбъла, чиито елементи са функционално свързани;
в) историческо селище – урбанизирана структура, наситена с културно-исторически ценности от една или няколко епохи;
г) историческа зона – обособена селищна, извънселищна, подземна територия или част от акватория, наситена с културни и исторически ценности от една или няколко епохи;
д) археологически резерват – обособена територия или част от акватория, наситена с издирени или подлежащи на издирване под повърхността или наземни археологически културни ценности, включително археологически нива и/или културни напластявания, разкрити при строителни дейности.
- степента на застрашеност:

1. културни ценности в риск – за които съществува потенциална заплаха от нанасяне на щети или унищожаване поради разположение в земетръсни зони, зони на мащабни строителни проекти, в близост до територии с голям риск от наводнения или прогресиращи промени от геологически, климатични и други природни фактори; опасност от избухване на въоръжен конфликт и терористични нападения;
2. застрашени културни ценности – за които съществува реална опасност от нанасяне на щети, вандализъм, унищожаване или от сериозно нарушаване на тяхната цялост поради бърз разпад на оригиналната им субстанция, водеща до сериозна промяна в структурата; бързо влошаване на състоянието на околната среда; видима загуба на автентичния стил.

Според културната и научната стойност и обществената значимост недвижимите културни ценности се включват в следните категории:
1. световно значение – вписаните в Списъка на световното наследство на ЮНЕСКО (7 броя на територията на България);
2. национално значение – археологическите резервати, както и други културни ценности с изключителна стойност за културата и историята на страната (регистър на обектите в България);
3. местно значение – свързаните с културата и историята на населени места, общини или области;
4. ансамблово значение – поддържащите пространствената характеристика и архитектурната типология на груповата ценност, към която принадлежат;
5. за сведение – самостоятелни обекти с ниска индивидуална стойност – носители на информация за научната и културната област, към която се отнасят.

### Нематериални културни ценности
Нематериалните културни ценности са тези, свързани с:
1. устни традиции и форми на изразяване, включително и езикът като носител на нематериално културно наследство;
2. художествено-изпълнителско изкуство;
3. социални обичаи, обреди и празненства;
4. знания и обичаи, които се отнасят до природата и вселената;
5. знания и умения, свързани с традиционните занаяти.